# Bataille de Dunbar (1296)
Pour les articles homonymes, voir Bataille de Dunbar.
Première guerre d'indépendance de l'Écosse
Batailles
La bataille de Dunbar est la première d'une série de batailles ayant eu lieu pendant les guerres d'indépendance de l'Écosse. Elle a lieu le 27 avril 1296 à Dunbar (Écosse) lors de l'invasion de l'Écosse par le roi Édouard Ier d'Angleterre afin de punir la révolte du roi d'Écosse John Balliol. Cette victoire anglaise conduit à la déposition du roi John Balliol et à la capture de nombreux seigneurs écossais rebelles et met fin temporairement à l'indépendance de l'Écosse annexée au royaume d'Angleterre.

## Le contexte

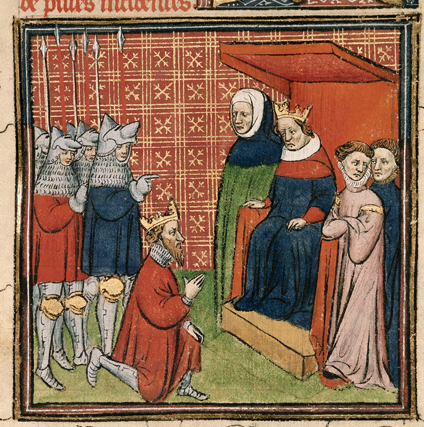
Représentation de John, roi d'Ecosse, amené devant le roi d'Angleterre, XIVè siècle.

Le roi d'Angleterre envahit l'Écosse en 1296 afin de punir le Roi d'Écosse qu'il a fait couronner 4 ans plus tôt. John Balliol refuse de soutenir ses campagnes militaires anglaises en France, de reconnaître sa suzeraineté et a signé une alliance avec la France, alors en guerre avec l'Angleterre.
Après avoir pillé et massacré la ville de Berwick le mois précédent, l'armée du roi d'Angleterre continue sa route vers le nord en longeant la côte après avoir reçu la nouvelle de la renonciation de l'hommage du roi d'Écosse. L'objectif de la campagne est le château de Dunbar, fief de Patrick IV de Dunbar, comte de March, pourtant rallié aux Anglais mais dont la femme, Marjory Comyn (sœur du comte de Buchan), s'est rangée du côté des Écossais et leur a cédé le château. Le roi d'Angleterre y envoie un de ses lieutenants en chef, John de Warenne (6e comte de Surrey), beau-père de John Balliol, afin de s'emparer du château. Les défenseurs de celui-ci envoient des messagers à l'armée de John Balliol qui campe près de là à Haddington afin de venir secourir la forteresse. La plus grande partie de l'armée écossaise fait route vers Dunbar, mais pas le roi d'Écosse en personne.

## La bataille
Le 27 avril 1296, les deux armées se rencontrent. Les versions divergent sur la bataille et sur les pertes.
D'après certaines sources, alors que les Anglais traversent une dépression géographique, les Écossais chargent depuis les hauteurs où ils sont installés, mais les Anglais dirigés par John de Warenne repoussent la charge. Les Écossais finissent par s'enfuir ; s'ensuit alors un massacre, pratique courante à cette époque. Les Écossais subissent de lourdes pertes et un certain nombre de nobles sont faits prisonniers.
Bien que les chroniques anglaises et écossaises diront par la suite qu'il y eut des milliers de tués. Il semble cependant que seule une partie des cavaleries de chaque armée ait été impliquée dans la bataille. De plus, le chiffre avancé de 40 000 Écossais parait difficilement acceptable. Une force de 15 000 aurait déjà été une très grande armée pour l'Écosse à cette période, même si tous les dirigeants du pays avaient été unis, ce qu'en 1296 ils n'étaient pas.
D'après l'historien David Ross, il n'y eut pas de combat car la cavalerie écossaise fuit sans combattre, entraînant avec elle les fantassins tandis qu'un seul chevalier, Sir Patrick Graham, mourut sur le champ de bataille en combattant, sauvant son honneur. Le reste de l'armée écossaise s'enfuit dans la forêt d'Ettrick (dans le Selkirkshire).
Le jour suivant, le roi Édouard Ier en personne se présenta devant le château qui se rendit. De nombreux chefs écossais furent faits prisonniers dont John Comyn (7e comte de Buchan), les comtes d'Atholl, Ross et Menteith, ainsi que 130 chevaliers et leurs écuyers qui furent tous emmenés en captivité en Angleterre.

## Conséquences
Les Anglais occupèrent très vite une grande partie de l'Écosse. Les châteaux se rendirent un à un. James Stewart (5e grand sénéchal d'Écosse) rendit le château de Roxburgh sans combattre. Le château d'Édimbourg résista une semaine avant de se rendre tandis que celui de Stirling, place stratégique vitale commandant le passage sur le Forth, fut déserté. Le roi John, en fuite dans le nord, à Perth, finit par accepter de se rendre.
Le 2 juillet, au château de Kincardine, il confessa sa trahison et demanda pardon au roi d'Angleterre. 5 jours plus tard, à Stracathro, il renonça à l'alliance avec la France. Enfin, l'humiliation finale eut lieu à Montrose, le 8 juillet, où il fut détrôné et dépouillé de ses insignes royaux par Antony Bek, évêque de Durham, et fut envoyé en captivité avec son fils Édouard en Angleterre.
Cette défaite marque donc la fin du règne de John Balliol (malgré d'ultérieures tentatives) et celle - provisoire - de l'indépendance de l'Écosse. En signe de soumission du pays considérée désormais comme une simple province anglaise, le roi d'Angleterre installa des gouverneurs et des garnisons dans la plupart des châteaux écossais avant de repartir en Angleterre avec la Pierre du destin, les Regalia écossaises ainsi que les archives royales.
À peine un an plus tard, William Wallace sonnait la révolte contre l'Angleterre.